# Rio Pomba
Rio Pomba este un oraș în Minas Gerais (MG), Brazilia.